# Współczynnik oddawania barw
CRI (od ang. colour rendering index), Ra – wskaźnik oddawania barw charakteryzujący źródło światła. Wyrażony jest liczbą z przedziału od 0 do 100. Określa, jak dobrze postrzegane są barwy oświetlonych przedmiotów. Im wskaźnik ten jest wyższy, tym barwy są lepiej oddawane, a oświetlane przedmioty wyglądają naturalniej. 
Niskim wskaźnikiem CRI charakteryzują się niskoprężne lampy sodowe, a wysokim światło słoneczne. Wskaźnik CRI równy 100 oznacza, że przedmioty oglądane w tym świetle mają kolory odwzorowane tak, jakby były oświetlone standaryzowanym światłem słonecznym lub promieniowaniem ciała doskonale czarnego. Producenci źródeł światła twierdzą, że minimalny wskaźnik CRI powinien wynosić powyżej 80, aby oddawanie barw było minimalne do stosowania we wnętrzach pomieszczeń.
Między CRI a ΔE występuje zależność CRI = 100 − 4,6 × ΔE

## Przykłady
- typowa lampa LED – 80
- niskoprężna Lampa sodowa - 0
- Wysokociśnieniowa lampa rtęciowa - 50
- markowa lampa LED do użytku domowego – 93[4][5]
- profesjonalne oświetlenie dzieł sztuki lampami LED w Rijksmuseum w Amsterdamie – 95[6]
- diody do oświetlenia ogólnego zastosowanie wyższej klasy - 97[7]